# Kids (canción de MGMT)
«Kids» (en español: «Niños») es una canción de la banda de rock psicodélico MGMT, lanzada como sencillo, el 13 de octubre de 2008. Fue incluida en su segundo álbum Oracular Spectacular. La canción fue el centro de una disputa legal con el presidente de Francia, Nicolas Sarkozy, por uso ilegal de la canción durante una conferencia del partido.

## Uso en medios
- La canción formó también parte de la banda sonora del juego FIFA 09.[3]
- El canal argentino de cable Volver (del grupo Artear) utilizó la introducción de la canción como separador en las pausas comerciales.
- La canción también apareció en la película de snowboard Quiksilver y Red Bull, That's It, That's All,[4] como la última canción de Taylor Steele película de surf Stranger Than Fiction,  en el episodio 6 de Survivors de la BBC, como la canción de tráiler en el documental American Teen, en el segundo episodio de Paris Hilton's British Best Friend, y en la temporada 2 episodio 19 de Gossip Girl, "The Grandfather".
- La canción también ha hecho apariciones como música de fondo en la cuarta y quinta serie de la BBC One drama británica de Waterloo Road, En el show de la BBC Three The Real Hustle y en el Staples Center en los X Games XV.
- También aparece en el episodio piloto de The Vampire Diaries, escuchado cerca del final de la película de 2009 Whip It y en el quinto episodio de la tercera temporada de The Secret Life of the American Teenager. En la séptima serie de Shameless, parte de la canción se escuchó brevemente en uno de los episodios. The sign would play in shows like Jungle Junction Special Agent Oso Mickey Mouse Clubhouse Handy Manny
- En la página web de Nokia, promovieron su nuevo teléfono, el Nokia N8. En todos los videos (comerciales y las introducciones a las funciones), Kids fue remezclado por Nokia y escuchado.
- También es un lugar destacado en el documental "Tapped", sobre el agua embotellada. Se escucha durante varias escenas cerca del final y en los créditos.
- La canción también se escucha en el tráiler de la película Africa United y puede ser utilizado en la banda sonora.
- También apareció en el programa de televisión Jon & Kate Plus 8 y en el programa de televisión Peruana Metrópolis

## Versiones
- Una versión acústica de "Kids" fue grabada por la banda de indie rock The Kooks en agosto de 2008, la cual fue incluida en el compilado realizado por Triple J llamado Like a Version.
- Otra versión acústica realizada en el 2009 por el cantante australiano Ben Lee, fue incluida a modo de bonus track en la edición especial de su álbum The Rebirth of Venus.
- También en 2009, la banda estadounidense Cage the Elephant realizó su versión acústica grabada para la BBC, y fue incluida en el sencillo de "Back Against the Wall".[5]
- DJ AM y Travis Barker también usaron la canción como parte de un mix tape llamado Fix Your Face Vol.2-Coachella'09.[6]
- El DJ y productor sueco Sebastian Ingrosso realizó un sampleo de la canción en su producción titulada "Kidsos", lanzada en 2009.[7]
- La banda navarra Berri Txarrak suele incluir una versión en sus conciertos dentro de la canción "Oreka".[8]
- El DJ y productor KSHMR realizó un remix en colaboración con la cantante MKLA en el año 2020[9]

## Lista de canciones
CD Sencillo
1. "Kids" (5:06)
2. "Kids" [Soulwax Remix]	(5:42)
3. "Of Moons, Birds and Monsters" [Holy Ghost! Remix] (6:16)

12"
1. "Kids" (5:06)
2. "Kids" [Soulwax Remix] (5:42)

## Listas musicales de canciones y certificaciones
| Lista (2008/2009)                    | Mejor posición |
| ------------------------------------ | -------------- |
| Alemania (Media Control Charts)      | 48             |
| Australia (ARIA)                     | 21             |
| Austria (Ö3 Austria Top 40)          | 43             |
| Bélgica (Flandes) (Ultratop 50)      | 19             |
| Bélgica (Valonia) (Ultratop 50)      | 32             |
| Canadá (Hot 100)                     | 42             |
| Dinamarca (Tracklisten)              | 33             |
| Estados Unidos (Billboard Hot 100)   | 91             |
| Estados Unidos (Alternative Airplay) | 9              |
| Estados Unidos (Rock Songs)          | 17             |
| Francia (SNEP)                       | 27             |
| Irlanda (Irish Singles Chart)        | 9              |
| Noruega (VG-lista)                   | 1              |
| Nueva Zelanda (RIANZ)                | 29             |
| Reino Unido (UK Singles Chart)       | 16             |
| Suiza (Swiss Music Charts)           | 43             |

| País           | Organismo certificador | Certificación | Ventas    |
| -------------- | ---------------------- | ------------- | --------- |
| Australia      | ARIA                   | Platino       | 70.000    |
| Estados Unidos | RIAA                   | Platino       | 1.000.000 |

| País        | Lista (2008)     | Posición |
| ----------- | ---------------- | -------- |
| Reino Unido | UK Singles Chart | 136      |
| País        | Lista (2009)     | Posición |
| Reino Unido | UK Singles Chart | 99       |

## Sucesión en listas
| Predecesor: «The Day That Never Comes» de Metallica | VG-lista — Sencillo N°1 9 de septiembre de 2008 — 16 de septiembre de 2008 | Sucesor: «I kissed a girl» de Katy Perry |